# Limata parafacialis
Limata parafacialis är en tvåvingeart som beskrevs av H. Oldroyd 1957. Limata parafacialis ingår i släktet Limata och familjen bromsar. Inga underarter finns listade i Catalogue of Life.